# Hermann Scheer
Hermann Scheer (29 d'abril de 1944 – 14 d'octubre de 2010) fou un escriptor, president d'Eurosolar i membre del Parlament alemany. Fou guardonat, entre d'altres, amb el Nobel Alternatiu, el premi Right Livelihood Award. Dr. Hermann Scheer és president d'Eurosolar, president de la junta directiva del Consell Mundial per a les Energies Renovables (WCRE), president del Fòrum Parlamentari Internacional sobre Energies Renovables, membre del Parlament alemany, i escriptor. Ha estat guardonat amb el premi Solar Mundial (1998), el premi Nobel Alternatiu (1999), el premi Mundial en Bioenergia (2000) i el premi Mundial de l'Energia Eòlica (2004). És autor, entre d'altres, dels llibres Autonomía energética (2009) i Economía solar global (2000).